# Miniopterus egeri
Miniopterus egeri és una espècie de ratpenat de la família dels minioptèrids. És endèmic de Madagascar. El seu hàbitat natural són els boscos amb afloraments rocosos on es pugui refugiar, a entre 50 i 550 msnm. Es desconeix si hi ha cap amenaça significativa per a la supervivència d'aquesta espècie.